# Castillos del Callao

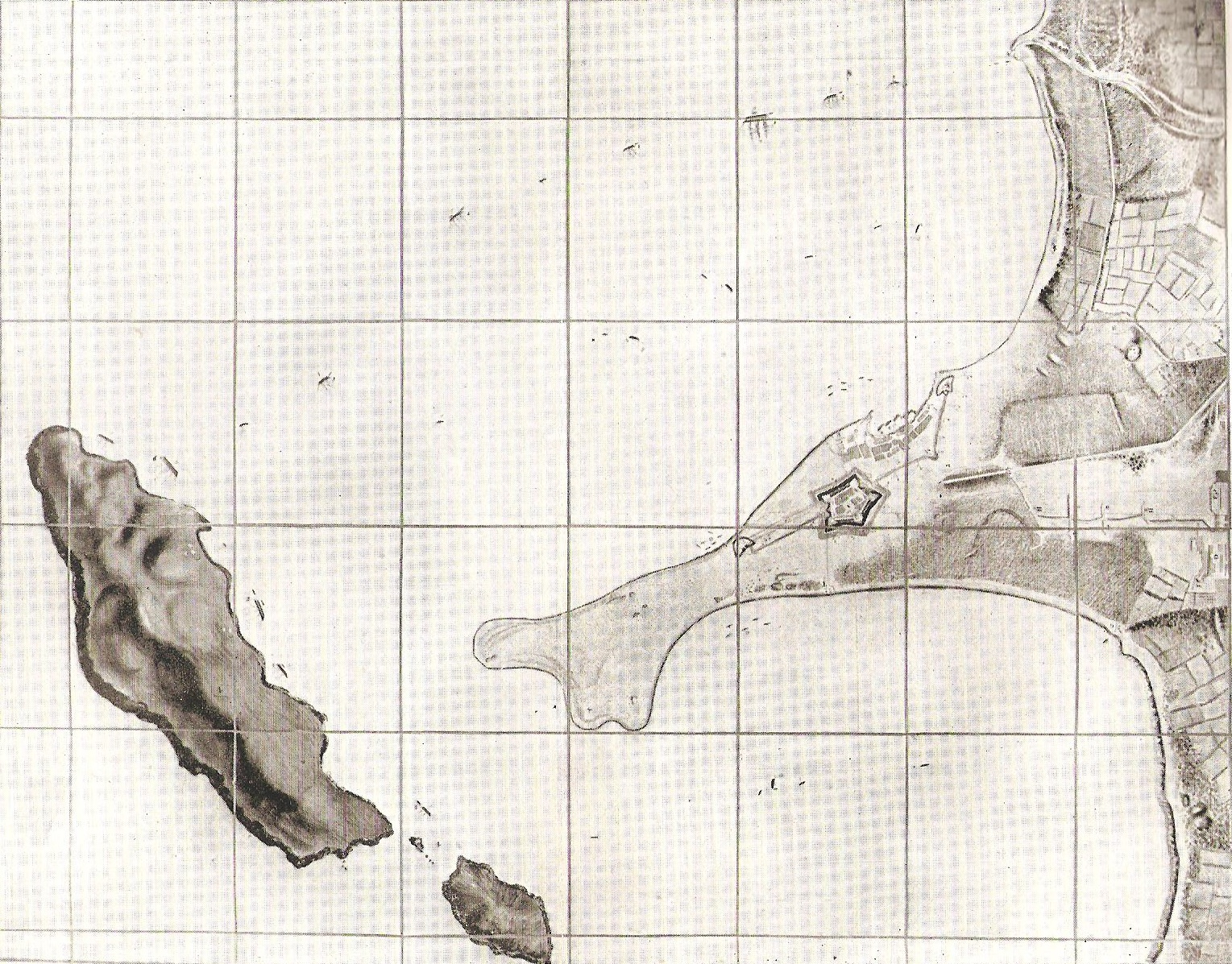
Plano de los Castillos del Callao durante el sitio de 1826.

Los Castillos del Callao fue el nombre con el que se conoció al conjunto de fortificaciones construidas en el Callao durante el siglo XVIII. Se edificaron tras el terremoto de 1746 que había dejado desprotegido el puerto a merced del ataque de piratas y corsarios. El sistema defensivo estaba formado por la Fortaleza del Real Felipe y los fuertes "San Miguel" y "San Rafael", de los cuales solo la fortaleza subsiste hasta la actualidad.

## Fortaleza del Real Felipe

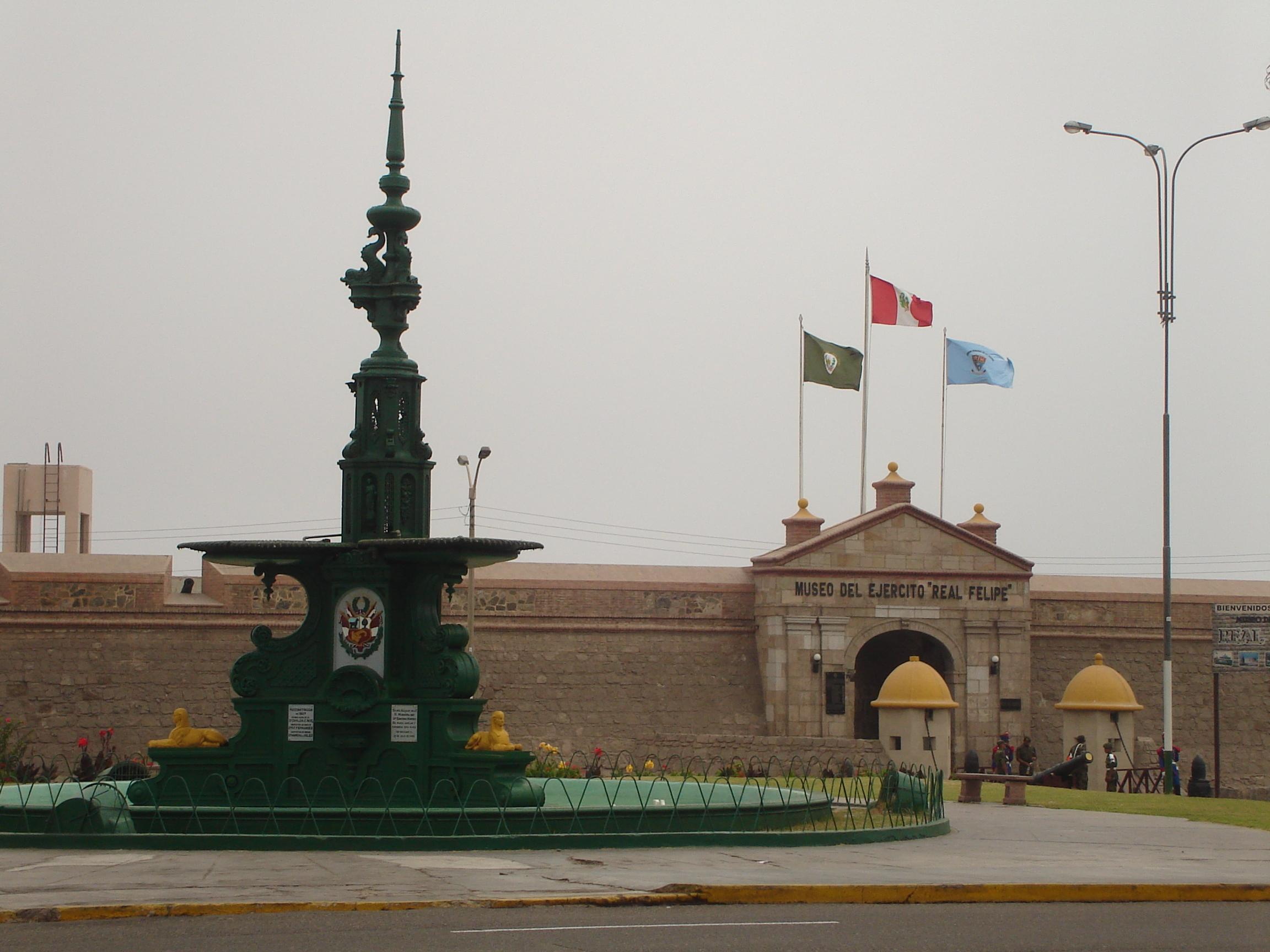
Frontis de la Fortaleza del Real Felipe.

Fue construida entre 1747 y 1774 durante los gobiernos de los virreyes José Antonio Manso de Velasco y Manuel de Amat y Juniet. El nombre fue elegido en honor de Felipe V de la Casa de Borbón que había fallecido en 1746.
Tiene la forma de un pentágono irregular ocupando un área de 70 000 m². En cada uno de sus cinco vértices se edificó un baluarte, que fueron bautizados con los nombres de «El Rey», «La Reina», «San Felipe», «San Carlos» y «San José». Fue renombrado por José de San Martín como «Castillo de la Independencia» al iniciar la etapa republicana, recuperando su nombre original en 1925. Actualmente su uso es turístico y sirve de sede del Museo del Ejército del Perú.

## Fuerte San Miguel
Fue construido junto al fuerte "San Rafael" por mandato del virrey Manuel Guirior para proteger los flancos de la fortaleza, finalizándose su edificación durante el gobierno del virrey Agustín de Jáuregui. Tenía la forma de un cuadrado de 84 m por cada lado y se ubicaba al norte de la fortaleza. Contaba con una única puerta que estaba en el lado paralelo a la actual calle Constitución. 
Se le bautizó al iniciar la República con el nombre de "Fuerte El Sol". En el Combate del 2 de mayo se instaló allí la batería Ayacucho, llamada así para recordar a los españoles su derrota en la Batalla de Ayacucho. Fue destruido durante la Guerra del Pacífico por las tropas chilenas durante la ocupación de Lima.

## Fuerte San Rafael
Se ubicaba al oeste de la fortaleza sobre la orilla del mar. Tenía la forma de un triángulo equilátero de 85 m de lado y se encontraba unido a la fortaleza por un "camino cubierto". Este camino dio origen a la actual avenida Gamarra. 
Fue bautizado al iniciar la República como "Santa Rosa" y se hallaba en el lugar que ocupa la actual plaza con ese nombre. Durante el Combate del 2 de mayo fue parte de la defensa del puerto frente a la flota española, instalándose allí la batería Santa Rosa. Al igual que el fuerte "San Miguel" fue destruido por el ejército chileno y ambos nunca más se volvieron a reconstruir.